# Demid Pianda
Demid Sofonovich Pianda (Демид Софонович Пянда) o, según algunas fuentes, Panteléi Demídovich Pianda (Пантелей Демидович Пянда), también escrito Penda (Пенда) (? – después de 1637) fue uno de los primeros y más importantes exploradores rusos de Siberia. De acuerdo con algunos documentos históricos y según reconstrucciones posteriores basadas en ellos, en 1620-24, Pyanda, mientras lideraba una partida que estaba en Siberia cazando y comprando pieles a los locales, se convirtió en el primer ruso que remontó el río Tunguska Inferior y que llegó a las proximidades del río Lena, uno de los mayores ríos del mundo. De acuerdo con relatos más legendarios, recogidos un siglo después de su viaje, Pyanda supuestamente habría descubierto el río Lena, explorado gran parte de su longitud, y vía el río Angara regresado al Yeniséi, de dónde venía. Así, en tres años y medio, Pyanda habría explorado unos 2300 km del curso del Tunguska Inferior, y, posiblemente, unos 2.400 km del Lena y unos 1400 km del Angara (el Bajo Tunguska y Angara ambos son Yenisei afluentes más grandes). En total, Pyanda podría haber descubierto alrededor de 8000 km de grandes ríos siberianos hasta entonces desconocidos. También es posible que haya descubierto Yakutia, y posiblemente que fuera el primer ruso que se encontró con yakutos y buriatos. También demostró que el río Angara (un nombre buriatio) y el río Tunguska Superior (Verjniaia Tunguska, como en un principio era conocido por los rusos) eran un único río.

## Nombre e identidad

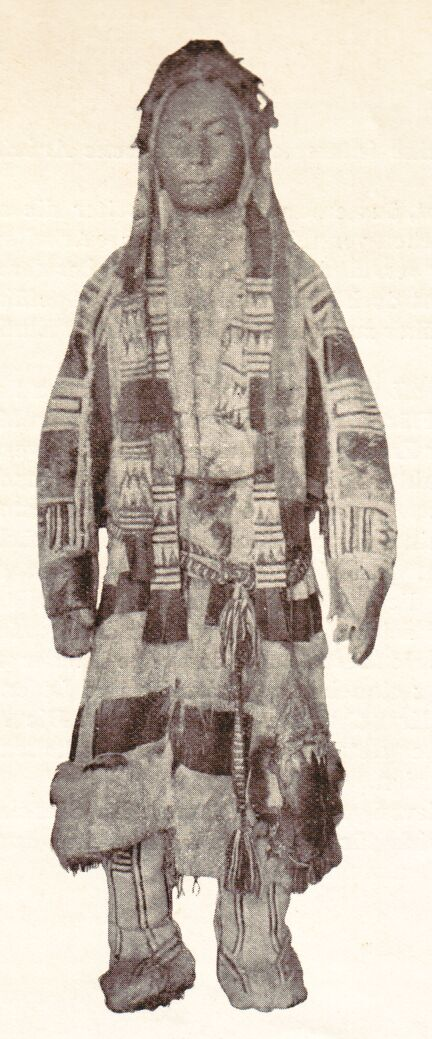
Samoyedo con ropa de invierno

Pianda era un apodo, que significa una piel bordeada de malitsa, que era una clase de ropa samoyédica hecha con pieles de renos. Los pyanda se hacían a partir de pieles de perro de diferentes colores a los que se añadía la malitsa para embellecerlas.
En el primer tercio del siglo XVII había dos hombres en Yakutia con el apodo de Pyanda. Uno de ellos era Pyanda Safonov (el hijo de Safon, o Sofon) llamado Demid —su nombre apareció en documentos de 1637. El otro era Panteley Demidovich Pyanda (probablemente un hijo de Pyanda Safonov) —su nombre fue recogido en 1643. El gran explorador lo más probable es que se llamara Demid Sofonovich Pyanda.
Sólo existen unos pocos documentos originales sobre Pyanda, y sus obras se conocen sobre todo por registros recogidos unos 100 años más tarde, en el siglo XVIII, especialmente durante la Gran Expedición del Norte, promovida por el gobierno de Rusia para establecerse en el Ártico y en la costa del Pacífico y encontrar un camino hacia el continente americano . Al mismo tiempo, la llamado Brigada de los Académicos de la expedición eran pioneros en la investigación de la naturaleza y la historia de Siberia.
El historiador Gerhardt Friedrich Müller (1705-1783), nacido en Alemania, encontró un documento en los archivos siberianos, probando que el asentamiento invernal de Pyandino en la parte superior del Tunguska Inferior ya existía en 1624, lo que significa que se habría establecido al menos un año antes.
La leyenda de Pyanda y su viaje en el Lena y el Angará fue recogida por el naturalista Johann Georg Gmelin (otro alemán al servicio ruso), mientras estaba de viaje en las regiones del Yenisei y Lena. Müller también recogió algunas leyendas sobre Pyanda en Siberia.
Sobre la base de las historias oídas a los cosacos, el documento sobre Pyandino y unas pocas menciones del nombre de Pyanda en otros documentos, el académico soviético Alekséi Okládnikov (1908-1981) reconstruyó el supuesto viaje de Pianda, tal y como se presenta en las siguientes secciones.

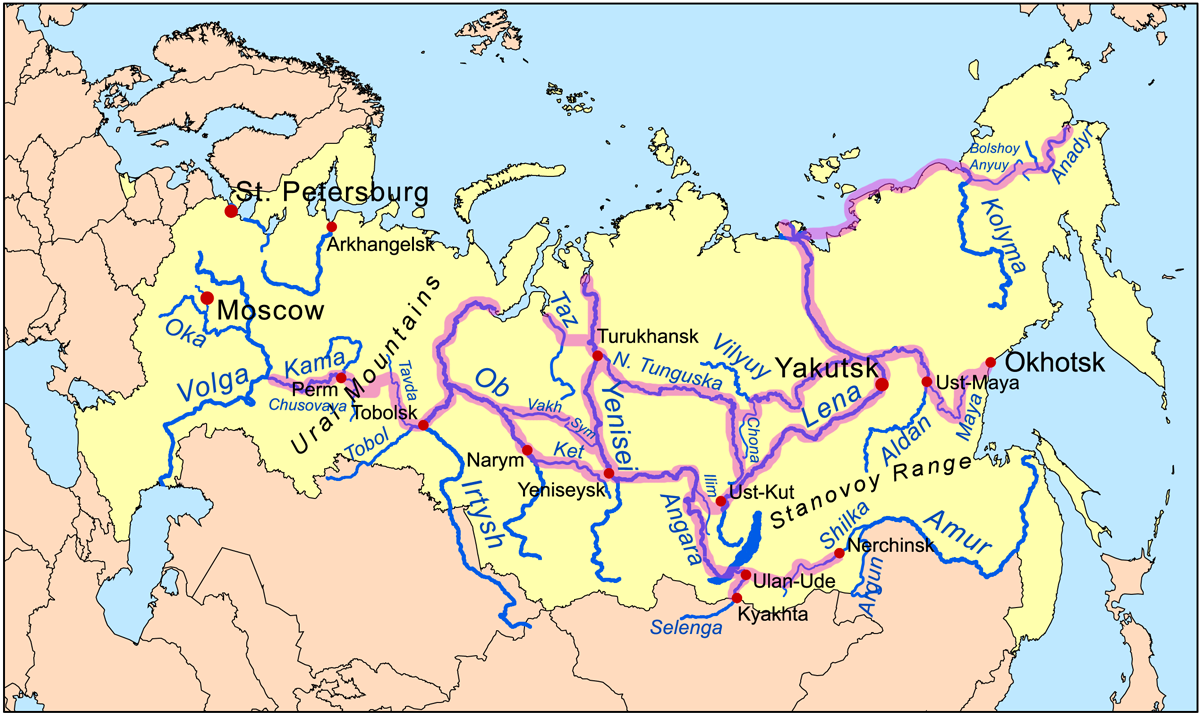
Vías fluviales de Siberia. La ruta de Pyanda iba partió desde Turujansk y se encaminó aguas arriba por el Tunguska Inferior hasta realizar un portage y alcanzar la cuenca del río Lena; a continuación, descendió aguas abajo por el Lena hasta la ubicación del futuro Yakutsk, y a continuación, regresó río arriba y vía el río Angará alcanzó de nuevo el Yenisei.

## El viaje de Pyanda

### Ascenso del río Yeniséi y del Bajo Tunguska

Cuenca hidrográfica del Yenisey

Demid Sofonovich Pyanda se dio a conocer alrededor de 1619 en Mangazeya —una colonia de mercaderes fundada en 1600 a orillas del río Taz, entre los ríos Obi y Yeniséi— llegando desde el ostrog de Yeniseisk (fundado en 1619). Pyanda tenía algo de dinero y riquezas de origen desconocido. Tomando unos 40 hombres para que lo acompañasen, se dirigió a Turujansk en el Yenisei, cerca de la desembocadura del Tunguska Inferior (o Nizhnyaya Tunguska en Rusia). Mientras compraba pieles a los locales, escuchó historias acerca de la existencia de un gran río al este del Tunguska Inferior, llamado Elyu-ene, que en idioma evenki significa «río grande». Los rusos, a su manera, lo convirtieron en Lena (una forma acortada del nombre femenino ruso de Yelena, que corresponde a Elena).
De acuerdo con algunas notas hechas por los ingleses en Pustozersk en 1611-1612, los cosacos siberianos sabrían de la existencia del Lena ya en 1611-1612. Muchos querían encontrar todavía ese legendario río Lena y su abundante riqueza en pieles, sin embargo, al mismo tiempo apareció otro tipo de historia, hablando de otro gran río hacia el este, donde estarían navegando barcos de gran tamaño con campanas y cañones. Eso podría referirse a barcos chinos en el río Amur, no en el Lena, pero los rusos no sabían todavía que había dos ríos principales diferentes al este del Yenisei. Los relatos de buques armados hicieron que los aventureros rusos fueran más cuidadosos y demoró su movimiento hacia el este.
Pyanda pasó a ser el más resuelto de los exploradores potenciales, y en 1620 se convirtió en el líder de una expedición muy prolongada. Navegó desde el pequeño asentamiento de Turujansk —que había sido fundado en 1607 como campamento de invierno para comerciantes y cosacos— remontando el Tunguska Inferior con muchos hombres en varios strug, un tipo de embarcación fluvial. Se movían con bastante rapidez en medio de las riberas del río cubiertas de taiga, hasta que el curso del río se volvió hacia el sur y el valle se redujo. Los troncos de los árboles, flotando en el río, impedían el camino —Pyanda pensaba que los tunguses estaban tratando de obligarle a dar la vuelta. Ya fuera para evitar riesgos excesivos o para comprar pieles a los locales justo en el punto al que había llegado, Pyanda ordenó a sus hombres detenerse y construir un asentamiento de invierno, más tarde llamado Nizhneye Pyandino (Bajo Pyandino). Estaba en la región donde el Tunguska Inferior está cerca del río Vilyuy, un importante afluente del Lena, aunque no lo sabían. Los tunguses pronto les atacaron, pero los rusos los repelieron fácilmente con sus armas de fuego.
Al año siguiente, 1621, Pyanda navegó apenas varias decenas kilómetros río arriba, y en el paralelo 62°N, construyó Verjneye Piandino, otro asentamiento de invierno. En 1623, navegó hacia el sur varios cientos de kilómetros más y una vez más hizo un asentamiento invernal, en los 58°N. Ese lento ritmo de su viaje se puede explicar tanto por la resistencia de los tunguses como por un exitoso comercio de pieles con ellos.

### Descubrimiento y exploración del río Lena

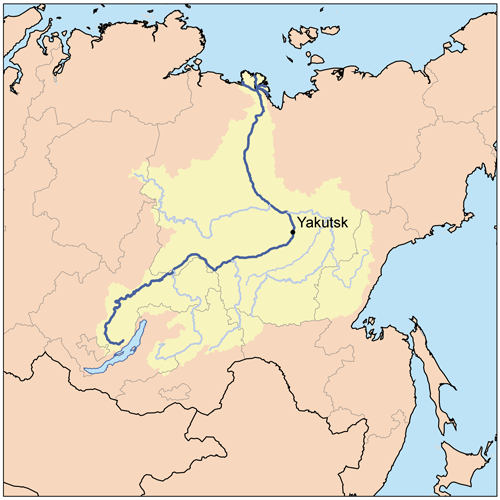
Cuenca hidrográfica del río Lena

El último asentamiento de invierno del grupo de Pyanda estaba muy cerca del llamado Chechuysky volok, un portaje de unos 20 km entre el Tunguska y la parte superior del Lena. Por último, en 1623, Pyanda acarreó por tierra sus strugs' hasta el Lena o construyó nuevos barcos donde estaba, antes de alcanzar ese gran río de la Siberia oriental.
Después de que el hielo en el Lena se agrietase y flotase río abajo, Pyanda lo siguió y durante varios días navegó a través de orillas rocosas. Después de pasar por la desembocadura de un importante afluente por la derecha, llamado río Vitim, el Lena se volvió más amplio y pronto giró hacia el este, fluyendo entre orillas bajas y numerosas islas. Después de pasar por la boca de otro afluente meridional, el río Oliokma, las orillas volvieron a ser rocosas. Pyanda alcanzó las tierras habitadas por los yakutos y volvió hacia atrás, evitando una invernada en medio de un indeterminado número de nativos potencialmente hostiles.

### Exploración del río Angará

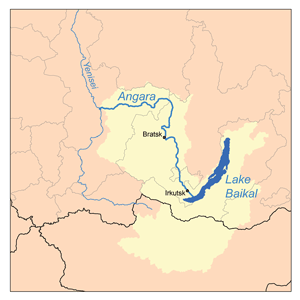
Cuenca hidrográfica del río Angará

Pyanda volvió a Chechuiski volok y decidió explorar otro camino de regreso hacia el río Yeniséi. Navegó por el Lena aguas arriba hasta que llegó a ser demasiado rocoso y poco profundo, y luego viajó hacia el oeste a través de las estepas habitadas por los nómadas buriatos. En el otoño de 1623 la partida de Pyanda llegó a la parte superior del río Angaráy todavía tuvieron algo de tiempo para construir nuevos barcos, ya que por lo general el Angara se congela un poco más tarde. Pyanda y sus hombres pasaron con éxito los rápidos del Angara y finalmente llegaron a la desembocadura del río en el Yeniséi, habiendo descubierto que el Angará era el mismo río conocido como Tunguska Superior (Verjniaya Tunguska), como había sido nombrado con anterioridad por cosacos yeniseianos. A finales de 1623 o principios de 1624, Pyanda llegó a Yeniseysk donde terminó su largo viaje de unos 8000 km.
Más tarde el nombre de Pianda se menciona una vez en documentos de los cosacos, aunque sin embargo su vida aún se desconoce.

## La prioridad de Pyanda en el descubrimiento del Lena
Raymond Henry Fisher escribió en su trabajo de 1943 (antes de la publicación en 1949 de la obra de Okladnikov), que el Lena se había alcanzado en 1620 por hombres procedentes de Mangazeya, que descendieron el río Vilyuy hasta su confluencia con el Lena. Esto corresponde con el primer año del viaje de Pyanda según la reconstrucción del académico Okladnikov, pero no hay pruebas concluyentes de que Pyanda o sus hombres llegaron a Lena tan temprano, mientras que la existencia del asentamiento de Pyandino cerca de la confluencia del Bajo Tunguska y del Lena sugiere que Pyanda más probablemente descubriera el Lena de esa manera .
Si bien muchas fuentes nombran a Pyanda o Penda como el primer explorador conocido del Lena, otras comienzan el relato de la exploración de Lena con el nombre de Vasily Bugor. Bugor no fue el primer ruso en el Lena, pero su viaje fue el primero bien testimoniado, y el primero a través de los ríos Angara y Kirenga. Entre el viaje de Pyanda en 1620-1624 y el viaje Bugor en 1628-30, otros exploradores realizaron varios intentos de llegar al Lena: Grigori Semenov lo buscó en 1625 (uno de sus hombres, Matvey Parfyonov se cree que habría llegado al río); Bazhen Kokoulin viajó al Lena en 1626 y Vasilyev Martemyan en 1627-1628. Todos ellos descendieron hasta el Lena a través de su afluente el Vilyuy, a diferencia de Pyanda o Bugor. Desde 1632, cuando Piotr Beketov fundó el asentamiento de Yakutsk en el centro de Yakutia, la presencia de los rusos en la región de Lena se volvió permanente.